# Omaha Ak-Sar-Ben Knights
Omaha Ak-Sar-Ben Knights byl profesionální americký klub ledního hokeje, který sídlil v Omaze ve státě Nebraska. Své domácí zápasy hrál v tamní aréně Omaha Civic Auditorium. Klub hrál v soutěži dvě sezony, poté byl nahrazen klubem Quad City Flames. Klubové barvy byly červená, černá, zlatá a stříbrná.
V roce 2005 byla farma z Calgary Flames Saint John Flames, která existovala v letech 1993-2003, přestěhována do Omahy. První sezonu skončil tým na šestém místě v divizi, neprobojovali se do playoff. Druhou sezonu v AHL skončil tým na prvním místě v divizi, v playoff vypadl hned v prvním kole, ve kterém nestačil na klub Iowa Stars, s nímž prohrál 2:4 na zápasy. 24. května 2007 oznámil klub Calgary Flames přesídlení farmy z Omaha v Nebrasce do Moline v Illinois. Klub nesl název Quad City Flames. Během dvou let fungování klubu sloužil jako farma klubu NHL Calgary Flames, která byla nadřazená a Las Vegas Wranglers ECHL, která byla podřazená.

## Úspěchy klubu
- Vítěz divize – 1x (2006/07)

## Výsledky

### Základní část
Zdroj:
| Sezona  | Zápasy | Výhry | Prohry | Remíza | Prohry(p.p.) | Góly vstřelené | Góly inkasované | Body | Umístění v divizi |
| ------- | ------ | ----- | ------ | ------ | ------------ | -------------- | --------------- | ---- | ----------------- |
| 2005–06 | 80     | 35    | 31     | 3      | 11           | 206            | 221             | 84   | 6, v západní      |
| 2006–07 | 80     | 49    | 25     | 5      | 1            | 214            | 189             | 104  | 1, v západní      |

### Play-off
Zdroj:
| Sezona  | 1. kolo                    | 2. kolo                    | Finále konference          | Finále Calder Cupu         |
| ------- | -------------------------- | -------------------------- | -------------------------- | -------------------------- |
| 2005–06 | mužstvo se nekvalifikovalo | mužstvo se nekvalifikovalo | mužstvo se nekvalifikovalo | mužstvo se nekvalifikovalo |
| 2006–07 | porážka, 2-4, Iowa Stars   | --                         | --                         | --                         |

## Klubové rekordy

### Za sezonu
Góly: 28, Carsen Germyn (2006/07)
Asistence: 43, Andrej Taratuchin (2006/07)
Body: 60, Dustin Boyd, Carsen Germyn a Andrei Taratuchin (2006/07)
Trestné minuty: 294, Brandon Prust (2005/06)
Plus/minus: +27, David Van Der Gulik (2006/07)
Vítězství: 35, Curtis McElhinney (2006/07)
Čistá konta: 7, Curtis McElhinney (2006/07)
Průměr obdržených branek: 2.13, Curtis McElhinney (2006/07)
Procento úspěšnosti zákroků: 91.0, Curtis McElhinney (2006/07)

### Celkové
Góly: 52, Carsen Germyn
Asistence: 63, Carsen Germyn
Body: 115, Carsen Germyn
Trestné minuty: 505, Brandon Prust
Odehrané zápasy: 156, Warren Peters
Vítězství: 44, Curtis McElhinney
Čistá konta: 10, Curtis McElhinney